# Claës Christian Olrog
Claës Christian Olrog (* 25. November 1912 in Danderyd; † 29. November 1985 in San Miguel de Tucumán, Argentinien) war ein schwedischer Ornithologe und Zoologe, der später in Argentinien lebte. Sein Spezialgebiet war Ornithologie der Neotropis.

## Leben und Wirken
Seine Karriere als Biologe begann an den Universitäten Uppsala und Stockholm. Hier studierte er von 1935 bis 1945. Schon in jungen Jahren nahm er an Expeditionen zur Vogelberingung des Naturhistoriska riksmuseet teil. Seine Reisen führten ihn in den Norden Skandinaviens, nach Lappland, ins Donau-Delta, nach Island und nach Grönland. Während seiner Promotionszeit in Stockholm erwachte sein Interesse für Südamerika. Eine zweijährige Expedition führte ihn 1939 bis 1941 nach Tierra del Fuego, die Shetlandinseln und Orkney. Im Jahr 1945 erreicht er den akademischen Grad eines Doktors. Es folgte in den Jahren 1946 bis 1947, zusammen mit seiner Frau Gunilla Bengt de Olrog, eine ornithologische Reise ins nördliche und zentrale Paraguay. Hier studierte er die Avifauna von Gran Chaco. Auf dieser Reise bewegte er sich nur mit Hilfe sehr bescheidener Transportmittel, zu denen Mitfahrgelegenheiten auf Lastwagen und Ochsenwagen gehörten. Seine Frau Gunilla verstarb im April 2006 in Buenos Aires, erst etliche Jahre später als Olrog.
Schließlich übernahm er 1948 eine Stelle am Instituto Miguel Lillo der Universidad Nacional de Tucumánin. Hier begann ein langer mühsamer Kampf um Mittel zur Entwicklung und Erforschung der Ornithologie auf diesem Kontinent. Während der gesamten Zeit am Instituto pflegte er Kontakte zu Personen und Organisationen auch außerhalb Südamerikas. Er besuchte regelmäßig internationale Konferenzen und Kongresse. Noch im hohen Alter besuchte er im Jahr 1983 den Congress of Neotropical Ornithology in Xalapa. Einer seiner Freunde wurde François Vuilleumier, der ihn 1965 kennenlernte. Vuilleumier nannte sein erstes größeres Werk ein lustiges Vogelbestimmungsbuch. Dieser Kommentar bezog sich auf die relativ schlechte Qualität seiner Zeichnungen. Das hielt Olrog nicht davon ab die Zeichnungen anderer zu kritisieren. Als Jorge Rodríguez Mata ihm eine Bildtafel der Blässhühner für sein Buch Birds of South America zur Durchsicht vorlegte, kommentierte Olrog die Zeichnung des Gelbschnabel-Blässhuhns (Fulica armillata) mit den Worten: Die Gelbschnabel-Bläßhühner der Seen von Monte y Chascomús besteht aus einer Population von Mutanten.
Ein weiter Freund wurde Abraham Willink (1920–1998), der Kurator in der Abteilung Entomologie des Instituto Miguel Lillo war. Oft unter sehr schweren Bedingungen organisierte er Feldforschungsprogramme in wenig erforschte Gebiete Argentiniens, Boliviens und Brasiliens. Zu seinen wichtigsten Projekten gehörte die Vogelberingung. Durch seine Initiative wurden mindestens 50.000 Vögel mit der Aufschrift Deyuelva Instituto Lillo, Tucumán, Argentina beringt, so dass er die Migrationswege von Enten, Gänsen, Reihern sowie anderer Vögeln studieren konnte. Bis ins hohe Alter steckte er viel Energie in die Lehre der Feldforschung und motivierte seine Studenten, diese aktiv auszuüben. Da die Vogelberingung in Lateinamerika kaum bekannt war, kann man ihn mit Fug und Recht als einen Pioneer der Feldforschung in dieser Region bezeichnen. Beispielsweise besuchte er 1975 zusammen mit seinen Studenten Rubén Marcos Barquez, Ricardo Alberto Ojeda und seinem Freund Francisco Contino, einem passionierten Hobbyornithologen und Vogelzeichner aus San Salvador de Jujuy, die Provinz Formosa, um ihnen die Forschung in freier Natur näher zu bringen.
Als Resultat seines fundierten Wissens entstanden über hundert Publikationen und Bücher in sechs verschiedenen Sprachen. Teilweise arbeitete er bei seinen Publikationen mit anderen Autoren wie Francisco Contino, Elba Alicia Pescetti, María Magdalena Lucero und Patricia Capllonch zusammen. Seine Themen reichten von allgemeiner Biologie, über Morphologie, Biogeographie, Ökologie bis hin zur Systematik von Vögeln, Tieren und Reptilien. Im Jahr 1959 erschien sein erstes Buch zur Identifikation von argentinischen Vögeln unter dem Namen Las Aves Argentinas: una guía de campo. Wie oft in seinem Leben konnte dieses Buch nur unter erschwerten Bedingungen und durch Selbstfinanzierung publiziert werden. Im Jahr 1984 erschien eine modifizierte Neuauflage des Werkes. Andere bedeutende Werke Olrogs waren Lista y distribución de las aves argentinas aus dem Jahre 1963, Nueva lista de la avifauna argentina aus dem Jahr 1979 und Guía de los mamíferos argentinos aus dem Jahre 1981. Neben seinen Publikationen schrieb er an unveröffentlichten Manuskripten über die Vögel Boliviens und ein zweibändiges Werk über die Sperlingsvögel Südamerikas.

## Dedikationsnamen
Im Jahr 1978 veröffentlichen Daniel Frank Williams (* 1942) und Michael Allen Mares einen Artikel im Annals of Carnegie Museum mit dem Titel A new genus and species of phyllotine rodent (Mammalia: Muridae) from northwestern Argentinia, in dem sie die Olrogs Chaco-Maus (Andalgalomys olrogi) beschrieben. In ihrer Danksagung schreiben sie:

“Dr. C. C. Olrog provided much food for thought on South America’s fauna.”

„Dr. C.C. Olrog gab uns sehr viele Denkanstöße zur Fauna Südamerikas.“

Manuel Nores und Darío Yzurieta vergaben 1979 in der Erstbeschreibung der Zweifarb-Uferwipper in ihrem Artikel Una nueva especie y dos nuevas subespecies de aves (passeriformes). / Nidificación del gaviotin Pico Grueso (Gelochelidon Nilotica Gronvoldi Mathews) en Córdoba – Argentina für die Academia Nacional de Ciencias den wissenschaftlichen Namen Cinclodes olrogi zu Ehren von Olrog. Im Englischen findet sich sein Name sogar im Trivialnamen Olrog's Cinclodes.
Der Name Olrog fand auch Eingang im Trivialnamen Olrogmöwe, die er selbst im Jahr 1958 als Erster beschrieb. Diese Möwe beschrieb er in Acta Zoologica Lilloana in seinem Artikel Notas ornitotogicas sobre la coleccion del Instituto Muguel Lillo. Auch in anderen Sprachen findet sich sein Name im Trivialnamen z. B. Olrog's Gull (engl.), Gaviota de Olrog (span.), Goéland d'Olrog (franz.), Gabbiano di Olrog (ital.), Olrogs Meeuw (niederl.) und Gaivota-de-Olorg (port.).
Die Administration of Protected Areas in Buenos Aires wurde im Andenken an ihn in Instituto Claes Olrog umbenannt.

## Arten und Unterarten nach Olrog
Olrog war Erstautor für eine neue Art und mindestens elf Unterarten. Chronologisch nach Jahren sind dies:
- Gelbnacken-Grundtyrann (Muscisaxicola flavinucha brevirostris) Olrog, 1949
- Olrogmöwe (Larus atlanticus) Olrog, 1958
- Perlsteißhuhn (Eudromia elegans magnistriata) Olrog, 1959
- Perlsteißhuhn (Eudromia elegans riojana) Olrog, 1959
- Cordobasteißhuhn (Nothoprocta cinerascens parvimaculata) Olrog, 1959
- Fleckensteißhuhn (Nothura maculosa pallida) Olrog, 1959
- Weißkehlcachalote (Pseudoseisura gutturalis ochroleuca) Olrog, 1959
- Spiegelnachtschwalbe (Caprimulgus longirostris patagonicus) Olrog, 1962
- Leierschwanz-Nachtschwalbe (Uropsalis lyra argentina) Olrog, 1975
- Kaninchenkauz (Athene cunicularia partridgei) Olrog, 1976
- Blassstirnkauz (Aegolius harrisii dabbenei) Olrog, 1979
- Rostnachtschwalbe (Caprimulgus rufus saltarius) Olrog, 1979

Eine Unterart namens Turdus serranus unicolor, die er mit seinem Freund Francisco Contino 1970 beschrieb, gilt im Allgemeinen als Synonym für die Samtdrossel-Unterart Turdus serranus continoi Fraga & Dickinson, 2008.

## Werke
- Destination Eldslandet, Albert Bonniers Förlag, Stockholm, 1943
- Observaciones sobre la avifauna de Tierra del Fuego y Chile, Acta Zoologica Lilloana, 5, 1948, S. 437–531.
- Landet väster om floden, Albert Bonniers Förlag, Stockholm, 1949
- Breves notas sobre la avifauna del Aconquija, Acta Zoologica Lilloana, 7, 1949, S. 139–159.
- Notas sobre mamíferos y aves del archipielago de Cabo de Horos, Acta Zoologica Lilloana, 9, 1950, S. 505–532.
- Sobres aves del NOA, El Honero, 10, 1953, S. 84–85.
- Notas mastozoológicas sobre la colección del Instituto Miguel Lillo (Tucumán), Acta Zoologica Lilloana, 16, 1958, S. 91–95.
- Las Aves Argentinas: una guía de campo, Instituto Miguel Lillo, Tucumán, 1959
- Eudromia formosa (Lillo) and Eudromia elegans Is. Geoffrey (Aves, Tinamiformes). In: Neotropica. Band 5, 1959, S. 13–21.
- Tres nuevas subspecies de aves Argentinas (Tinamiformes). In: Neotropica. Band 5, Nr. 17, 1959, S. 39–44.
- Lista y distribución de las aves argentinas, Opera Lilloana 9, 1963, S. 1–377.
- Observaciones sobre aves migratorias del hemnisfero norte. El Honero, 10, 1967, S. 292–298.
- Breeding of the Band-tailed Gull (Larus belcheri) on the Atlantic coast of Argentina, Condor, 69 , 1967, S. 48.
- Bird-banding in South America, Bird-Banding, 39, 1968, S. 30–32.
- Las aves sudamericanas: una guíad de campo. Tomo primero (Pingüinos-Pájaros carpinteros), Fundación-Instituto "Miguel Lillo," Tucumán, 1968
- Guía del cazador de las aves de caza argentinas. Sportsman's guide to the Argentine, Tall. Gráf. de G. Kraft game-birds , 1968
- Birds of South America, Fittkau et al. (Hrsg.), Biography and Ecology in South America, Vol II, 1969, S. 849–878.
- Claës Christian Olrog & Francisco Contino: Dos especies nuevas para la avifauna argentina. Neotropica 16(50), 1970, S. 94–95.
- El anillado de aves en la Argentina. 1961–1972. Octavo informe. Neotropica, 19, 1973, S. 9–72.
- Alimentación del falso vampiro Chrotopterus auritus Acta Zoologica Lilloana, 30, 1973, S. 5–6.
- Recoveries of banded Argentine waterfowl, Bird-Banding, 45, 1974, S. 170–177.
- El anillado de aves en la Argentina. 1961–1974. Noveno informe. Neotropica, 21, 1975, S. 17–19.
- Uropsalis lyra nueva para la avifauna Argentinia (Aves: Caprimulgidae). In: Neotropica. Band 21, Nr. 66, 1975, S. 147–148.
- Sobre una subespecie de Athene cunicularia de Argentina (Aves, Strigidae). In: Neotropica. Band 22, Nr. 68, 1976, S. 107–108.
- Notas ornitologicas. 11. Sobre la coleccion del Instituto Miguel Lillo. In: Acta Zoologica Lilloana. Band 33, Nr. 2, 1979, ISSN 0065-1729, S. 5–7.
- Nueva lista de la avifauna argentina, Opera Lilloana, 27, 1979, S. 1–324.
- Claës Christian Olrog, María Magdalena Lucero: Guía de los mamíferos argentinos. Fundación Miguel Lillo, Tucumán, 1981
- Las aves argentinas: una nueva guía de campo, Administración de Parques Nacionales, Buenos Aires, 1984, ISBN 978-950-02-6338-2.
- Claës Christian Olrog, Patricia Capllonch: Bioomitologia Argentina. Historia Natural, Suplemento 2. Corrientes, 1986
- Claës Christian Olrog, Elba Alicia Pescetti: Las aves del Gran Cuyo: Mendoza, San Juán, San Luis y La Rioja CRICY'J:Gobierno de la Provincia de Mendoza, Mendoza, 1991, ISBN 978-950-9152-36-6.